# Moluccasia
Moluccasia is een geslacht van rechtvleugeligen uit de familie doornsprinkhanen (Tetrigidae). De wetenschappelijke naam van dit geslacht is voor het eerst geldig gepubliceerd in 1948 door Rehn.

## Soorten
Het geslacht Moluccasia  is monotypisch en omvat slechts de volgende soort:
- Moluccasia buruanus (Günther, 1939)